# Airexa (Río)
Airexa (llamada oficialmente A Airexa) es un lugar situado en la parroquia de Cabanas, del municipio español de Río, en la provincia de Orense, Galicia.

## Toponimia
El origen del topónimo es el latín (locus) ecclesiae, o lugar de la iglesia.

## Demografía
| Gráfica de evolución demográfica de Airexa entre 2000 y 2023 |
|                                                              |
| Datos según el nomenclátor publicado por el INE.             |